# 天網 (電影)
《天网》（英語：Kidnap）是1974年上映的一部电影，由程刚根据三狼案
进行改编。

## 劇情簡介
有几个人因为一些经济上的困境等原因，于是绑架了一个生活富足的人但是在这之中他们却由于不小心而把那个人杀死，随后他们又绑架了那个人的家人，并在之后瓜分赎金。
然而最后，他们还是被繩之以法……

## 演员
- 胡锦
- 罗烈
- 樊梅生
- 曾楚霖
- 李鹏飞
- 江玲
- 张石庵
- 金天柱
- 井淼
- 杨志卿
- 王莱
- 程刚
- 李寿祺
- 王侠
- 姜南
- 夏萍
- 沈劳
- 金峰
- 刘丹

## 相關連結
- 香港影庫上《天網》的資料（繁體中文）
- 豆瓣电影上《天網》的資料 （简体中文）
- 互联网电影数据库（IMDb）上《天網》的资料（英文）